# Paul Hofhaimer

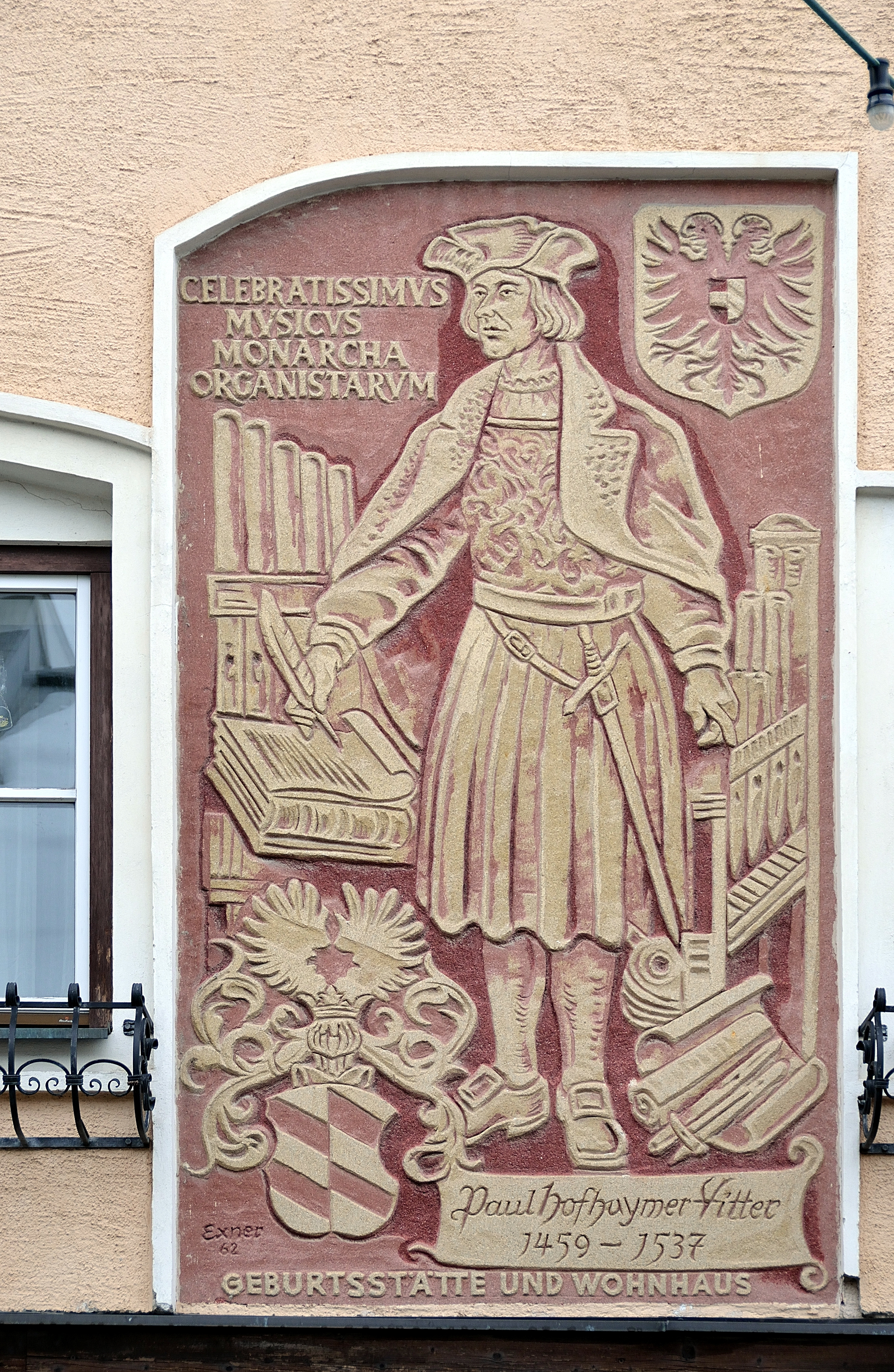
Paul Hofhaimer

Paul Hofhaimer, född 25 januari 1459 i Radstadt, död 1537 i Salzburg, var en österrikisk musiker. 
Hofhaimer, som blev kejserlig hovorganist i Innsbruck 1490, var en av sin tids främsta organister och åtnjöt även som kompositör stort anseende. Bland hans arbeten kan nämnas de tillsammans med Ludwig Senfl satta Harmoniæ poëticæ (till bland andra Horatius oden, 1539; ny upplaga 1868) samt tyska visor.